# 九都県市首脳会議
九都県市首脳会議（きゅうとけんししゅのうかいぎ、くとけんし－）とは、九都県市（埼玉県、千葉県、東京都、神奈川県、横浜市、川崎市、千葉市、さいたま市、相模原市の関東地方南部の一都三県と五政令指定都市）の知事・市長で構成される地域の広域的な課題について取り組む会議で、首都圏サミットの別名がある。
首脳会議の下に、担当部局長や実務担当者で構成される委員会、部会等が設置されており、課題に対する具体的な調査・検討・協議が行われている。
1979年発足の六都県市首脳会議を母体としており、三度の構成自治体の新加入により2010年より現在の九都県市首脳会議に至る。

## 歴史
- 1979年7月26日 - 六都県市首脳会議（六都県市：東京都、神奈川県、埼玉県、千葉県、横浜市、川崎市）発足。
- 1980年9月1日 - 六都県市合同防災訓練の第1回が、千葉県を中央会場として実施される。
- 1992年 - 千葉市の政令指定都市移行に伴い、同市が加入。七都県市首脳会議となる。
- 2003年 - さいたま市の政令指定都市移行に伴い、同市が加入。八都県市首脳会議となる。
- 2010年 - 相模原市の政令指定都市移行に伴い、同市が加入。九都県市首脳会議となる。

## 設置委員会
- 廃棄物問題検討委員会
- 環境問題対策委員会
- 防災・危機管理対策委員会